# Кирил Станчев (офицер)
Вижте пояснителната страница за други личности с името Кирил Станчев.
Кирил Николов Станчев е български офицер (генерал-лейтенант), командир на 2-ра армия по време на Втората световна война (1944 – 1946).

## Биография
Кирил Станчев е роден на 14 декември 1895 година в Кюстендил. През 1916 година завършва Военното училище в София и на 12 март е произведен в чин подпоручик, а на 14 октомври 1917 година в чин поручик. Служи в 13-и пехотен рилски полк, след което от 1923 г. служи във Военното училище като на 30 януари 1923 г. е произведен в чин капитан. През 1926 г. е назначен на служба в 22-ри пограничен участък, през 1927 г. отново е върнат на служба във Военното училище и през 1928 г. е назначен за ротен командир в 23-ти пехотен шипченски полк. През 1931 г. е назначен за офицер за поръчки във 2-ра пехотна тракийска дивизия През 1923 г. е назначен за началник на 22-ри пограничен участък, през 1933 г. е произведен в чин майор, а през 1934 г. е поема командването на юнкерската рота от Военното училище През следващата година е назначен за старши адютант на 1-ва военно-инспекционна област и през същата година е уволнен от служба.
Кирил Станчев е един от основателите и ръководител на републиканското „Движение на капитаните“ във Военния съюз. През 1935 година е сред активните участници в опита за преврат, уволнен е и е осъден на смърт. През следващата година присъдата му е заменена с доживотен затвор. През 1940 година е амнистиран..
В периода 1941 – 1944 следва право в Софийския университет. През този период той е в най-близкото обкръжение на Дамян Велчев и е натоварен с връзките между Военния съюз и Българската работническа партия (комунисти), контактувайки с Антон Югов и Христо Михайлов, а след това и с Добри Терпешев. Взема активно участие в извършването на Деветосептемврийския преврат. Член е на делегацията, която на 9 септември 1944 се среща с командващия Трети украински фронт маршал Фьодор Толбухин и постига споразумение за прекратяване на военните действия на Съветския съюз срещу България. Два дни по-късно о.з. майор получава първото генералско звание – генерал-майор и е назначен за командващ на 2-ра армия. Със задна дата е произведен в чин подполковник (5 октомври 1936) и полковник (6 май 1940). Провежда Нишката и Косовската операция.
През 1946 година е уволнен с мотив „по разпореждане във връзка със съкращенията във войската“ (заповед № 115/31.12.1946) и осъден на доживотен затвор (присъда № 637/1947) по скалъпени обвинения в участие в нелегалната организация „Военен съюз“. Процесът днес се оценява като лишен от фактически основания и преследващ чисто политическа цел – налагане на контрола на комунистическата партия над армията. Той предизвиква значителен отзвук във Великобритания, особено сред депутатите лейбъристи, където той е известен като един от основните противници на съюза между България и Германия през Втората световна война. Лежи в Плевенския и Пазарджишкия затвор. През 1948 г. мотива за уволнението му е променен на „за груби фашистки прояви“ (заповед № 28/1948; указ № 670/24.04.1948). През 1952 г. 3-то управление на Държавна сигурност му разкрива разработка под името „Катил“. Помилван е с решение на Политбюро на ЦК на БКП и освободен на 4 септември 1959 година.
Генерал-лейтенант Кирил Станчев умира на 11 април 1968 година.
През 1990 година генерал Станчев е реабилитиран, а през 1992 година посмъртно е произведен в чин генерал-лейтенант.

## Военни звания
- Подпоручик (12 март 1916)
- Поручик (14 октомври 1917)
- Капитан (30 януари 1923)
- Майор (1933)
- Подполковник (5 октомври 1936)
- Полковник (6 май 1940)
- Генерал-майор (6 май 1944)
- Генерал-лейтенант (18 ноември 1944)

## Награди
- Военен орден „За храброст“ III-та степен, 1-ви клас
- Народен орден „За военна заслуга“ II-ра степен